# Rokietnica (Grande-Pologne)
Pour les articles homonymes, voir Rokietnica.
Rokietnica (prononciation : [rɔkʲɛtˈnit͡sa]) est un village de Pologne, situé dans la voïvodie de Grande-Pologne. Elle est le chef-lieu de la gmina de Rokietnica, dans le powiat de Poznań.
Il se situe à 18 kilomètres au nord-ouest de Poznań (siège du powiat et capitale régionale).
Le village possède une population de 4 507 habitants en 2011.

## Histoire
De 1975 à 1998, Rokietnica faisait partie du territoire de la voïvodie de Poznań.

Depuis 1999, le village fait partie du territoire de la voïvodie de Grande-Pologne.

## Voies de communications
Rokietnica est desservie par la sortie  38 Poznań - Rokietnica de la voie rapide S11 (périphérique ouest de Poznań).